# Кэрью, Ора
Ора Кэрью (англ. Ora Carew; 13 августа 1893, Солт-Лейк-Сити — 26 октября 1955, Лос-Анджелес), урожд. Ора Уайток (англ. Ora Whytock) — американская актриса эпохи немого кино.

## Биография
В период между 1915 и 1925 годами снялась в нескольких фильмах, перед тем как покинуть киноиндустрию. Также была известна как одна из участниц Sennett Bathing Beauties.
Родилась 13 апреля 1893 года в Солт-Лейк-Сити, в штате Юта, в семье Джеймса Лероя и Эвелин Гарн Уайток. Получила образование в Roland Hall Seminary. После смерти своего отца 19 июня 1896 года Эвелин вместе со своими детьми переехала в Калифорнию. Карьера Оры началась с выступлений на различных водевилях, мюзиклах и театральных постановках. Наиболее известные фильмы с её участием являются: «Идём на Запад, молодой человек», «Слишком много миллионов», «Любимая протеже», «Добыча» и «Под подозрением». Последние три фильма были сняты на Universal.
Имела рост 5 футов и 3 дюйма (1,60 м) в высоту, весила 120 фунтов (54 кг), имела каштановые волосы и карие глаза.
15 июня 1908 года вышла замуж за Гарри Е. Гранта, в Эль-Пасо, штат Техас. От этого брака 20 октября 1909 года у неё родилась дочь Лотус Грант, которая умерла 25 июня 2007 года в Шерман-Оукс, в Калифорнии. На момент рождения Лотус Оре было восемнадцать лет. После развода с Грантом в 1920 году Ора в декабре 1922 года вышла замуж за Джона С. Ховарда, в Голливуде, Калифорния, и развелась с ним 1924 году.
Её брат Грант Уайток (1894—1981) был редактором фильмов.

## Избранная фильмография
- Мученики Аламо, или Рождение Техаса (1915)
- A La Cabaret[англ.] (1916)
- Слишком много миллионов[англ.] (1918)
- Серия терроров[англ.] (1919)
- Добыча (1919)
- Разносчик лжи (1920)
- Слепая молодёжь[англ.] (1920)
- Её свадебный кошмар[англ.] (1920) (сценарист)
- Наперстник[англ.] (1921)
- Перед перекрёстком[англ.] (1922)
- Палец[англ.] (1922)
- Платёжный лимит[англ.] (1924)
- Получение своего человека[англ.] (1924)